# Shai Perle
Shai Perle (hebräisch שי פרל; * 1. März 1997 in Ramat Gan) ist eine israelische Fußballspielerin. Seit 2014 ist sie A-Nationalspielerin, seit Anfang 2022 Vertragsspielerin des SC Sand.

## Karriere

### Vereine
Perle begann im Jahr 2009 bei Hapoel Ironya Petah Tikva mit dem Fußballspielen. Nach drei Jahren, in denen sie 26 Tore in 51 Punktspielen erzielt hatte, wurde sie in die Akademie des Wingate-Instituts aufgenommen, der sie von 2012 bis 2015 angehörte. Für deren Fußballmannschaft bestritt sie 78 Punktspiele und erzielte 22 Tore.
Während dieser Zeit kam sie in der Saison 2012/13 bereits für die erste Mannschaft von Hapoel Ironya Petah Tikva zum Einsatz. In ihrer Premierensaison im Seniorinnenbereich bestritt sie 20 Punktspiele, in denen sie vier Tore erzielte. Ihr Debüt in der Ligat Nashim, der höchsten Spielklasse im israelischen Frauenfußball, krönte sie am 6. November 2012 (1. Spieltag) beim 8:3-Sieg im Auswärtsspiel gegen die Frauenfußballmannschaft von Hapoel Be’er Scheva gleich mit ihrem ersten Tor, dem Treffer zum 5:0 in der 65. Minute. In der Saison 2015/16 bestritt sie für die erste Mannschaft nochmals 22 Punktspiele, in denen ihr drei Tore gelangen. In der Folgesaison kam sie am 15. und 20. Dezember 2016 zu zwei weiteren Punktspielen, bevor sie zum Ligakonkurrenten FC Ramat haScharon wechselte und für diesen vom 5. Februar bis zum 28. März 2017 acht Punktspiele bestritt.
In der Saison 2017/18 war sie Vertragsspielerin des Erstligisten Hapoel Ra’anana, für den sie vom 5. Dezember 2017 bis zum 27. Februar 2018 vier Tore in 14 Punktspielen erzielte, bevor sie zum Hapoel Ironya Petah Tikva zurückkehrte.
Von 2019 bis 2021 gehörte sie erneut dem FC Ramat haScharon an, für den sie in der Saison 2020/21 und 2021/22 jeweils ein Tor in zwölf und fünf Punktspielen erzielte.
Am letzten Tag der Winter-Transferperiode wurde sie vom Bundesligisten SC Sand verpflichtet. In der Rückrunde der Saison 2021/22 wurde sie in fünf Punktspielen eingesetzt, im letzten Saisonspiel gelang ihr beim 3:3-Unentschieden im Auswärtsspiel gegen die TSG 1899 Hoffenheim mit dem Treffer zum 1:1 in der 51. Minute ihr erstes Bundesligator. In der Folgesaison bestritt sie in der 2. Bundesliga zehn Punktspiele und kam im DFB-Pokalwettbewerb in zwei Spielen zum Einsatz.

### Nationalmannschaft
Nachdem sie für die Nachwuchsnationalmannschaft des IFA in der Altersklasse U17 im Zeitraum vom 10. September 2012 bis zum 7. August 2013 elf Länderspiele bestritten hatte, folgten im Zeitraum vom 20. März 2014 bis zum 20. September 2015 auch 16 Einsätze für die U19-Nationalmannschaft. Mit ihr nahm sie an der vom 15. bis zum 25. Juli 2015 im eigenen Land ausgetragenen Europameisterschaft teil und bestritt alle drei Spiele der Gruppe A.
Für die A-Nationalmannschaft debütierte sie bereits am 12. Februar 2014 in Petach Tikwa im dritten Spiel der WM-Qualifikationsgruppe 3 bei der 0:5-Niederlage gegen die Schweizer Nationalmannschaft als Einwechselspielerin in der 80. Minute.